# Paul Schluck
Paul Schluck (* 1. November 1873 in Witten; † 1941) war ein deutscher Uhrmacher und Sportfunktionär. Er war ab 1923 Vorsitzender des Deutschen Keglerbundes und ab 1933 Präsident des Weltkeglerbundes.

## Leben
Schluck war der Sohn eines Bäckermeisters, seine Großeltern und Urgroßeltern waren Bauern. Von 1879 bis 1888 besuchte er die Bürgerschule und Selekta in seiner Geburtsstadt Witten. Anschließend absolvierte er bis 1892 eine Lehre als Uhrmacher und Goldschmied in Elberfeld. Danach arbeitete er als Gehilfe, zunächst in Konstanz und Zürich, sowie nach dem Militärdienst im Ersten Weltkrieg in Wernigerode, Magdeburg und Braunschweig.
Schluck ließ sich als Uhrmacher in der preußischen Kreisstadt Wernigerode im Harz nieder und trug den Titel eines fürstlichen Hoflieferanten. Sein Geschäft befand sich in der Breiten Straße 15. Er betätigte sich auch in der Kommunalpolitik, so war er von 1910 bis 1928 Stadtverordneter der bürgerlichen Fraktion und gehörte zeitweilig dem Kreistag und dem Kreisausschuss an.
1904 trat Schluck dem Deutschen Keglerbund bei. Mindestens 20 Jahre lang war er Vorsitzender des Ortsverbandes Wernigerode. 1923 wurde er zum Vorsitzenden des Deutschen Keglerbundes gewählt, der damals ca. 60.000 Mitglieder im Deutschen Reich hatte.
Am 22. Juni 1933 wurde er für den Deutschen Kegel- und Billardverband vom Reichssportkommissar zum Mitglied des Reichsführerrings ernannt.
Am 18. Juli 1933 wurde er in Frankfurt am Main zum Präsidenten des Weltkeglerbundes gewählt und hatte diese Funktion bis nach Ausbruch des Zweiten Weltkrieges inne. Sein Büro befand sich im Gebäude der heutigen Nationalparkverwaltung Harz in der Wernigeröder Lindenallee.
Gemeinsam mit dem ebenfalls in Wernigerode wohnenden Geschäftsführer des Deutschen Keglerverbandes Wilhelm Bombös gab er die Festschrift 50 Jahre Deutscher Keglerbund e. V. Die Geschichte und das Goldene Buch des Deutschen Keglerbundes e. V. Herausgegeben zum 50-jährigen Bestehen am 7. Juni 1935. Deutscher Keglerbund, Wernigerode am Harz 1935, heraus.

## Schriften (Auswahl)
- mit Wilhelm Bombös (Hrsg.): 50 Jahre Deutscher Keglerbund e. V. Die Geschichte und das Goldene Buch des Deutschen Keglerbundes e. V. Herausgegeben zum 50-jährigen Bestehen am 7. Juni 1935. Deutscher Keglerbund, Wernigerode am Harz 1935